# Municipio de Walter
El municipio de Walter (en inglés: Walter Township) es un municipio ubicado en el condado de Lac qui Parle en el estado estadounidense de Minnesota. En el año 2010 tenía una población de 148 habitantes y una densidad poblacional de 1,97 personas por km².

## Geografía
El municipio de Walter se encuentra ubicado en las coordenadas 45°6′36″N 96°24′9″O / 45.11000, -96.40250. Según la Oficina del Censo de los Estados Unidos, el municipio tiene una superficie total de 75.08 km², de la cual 75,08 km² corresponden a tierra firme y (0 %) 0 km² es agua.

## Demografía
Según el censo de 2010, había 148 personas residiendo en el municipio de Walter. La densidad de población era de 1,97 hab./km². De los 148 habitantes, el municipio de Walter estaba compuesto por el 100 % blancos. Del total de la población el 1,35 % eran hispanos o latinos de cualquier raza.